# Steve Edmondson
Stephen "Steve" Edmondson (rođen 30. prosinca 1969.) je britanski basist. Najpoznatiji je kao glazbenik gothic metal sastava Paradise Lost.
Edmondson je bio jedan od osnivača Paradise Losta 1988. i pojavio se na svim albumima. Također je bio autor nekim pjesmama kao što je "Yearn for Change" s albuma Draconian Times iz 1995.

## Diskografija
Paradise Lost
- Lost Paradise (1990.)
- Gothic (1991.)
- Shades of God (1992.)
- Icon (1993.)
- Draconian Times (1995.)
- One Second (1997.)
- Host (1999.)
- Believe in Nothing (2001.)
- Symbol of Life (2002.)
- Paradise Lost (2005.)
- In Requiem (2007.)
- Faith Divides Us - Death Unites Us (2009.)
- Tragic Idol (2012.)
- The Plague Within (2015.)
- Medusa (2017.)
- Obsidian (2020.)